# Ébal Ier de Challant
Ébal ou Iblet Ier  de Challant (également italianisé en Ebalo I di Challant) surnommé  Ébal le Grand (Magno ou le Gran Viscomte) (mort à Challant en 1323). Noble valdôtain de la maison de Challant qui fut le dernier vicomte d’Aoste.

## Biographie
Fils de Godefroi Ier de Challant vicomte d’Aoste et de Béatrice de Genève. À la suite de la mort de son père en 1265 puis de celle de son oncle paternel Aymon III, décédé en 1277 sans héritier mâle, il hérite de la vicomté d’Aoste et des fiefs de Challant, Graines, Ussel, Fénis et Saint-Marcel.
Il épouse en premières noces Alasia de Montjovet, de laquelle il reçoit en dot le 25 novembre 1261 les fiefs de Chenal, Saint-Vincent et une partie de Montjovet.
L’activité d’Ébal le Grand couvre une cinquantaine d’années. Bien qu’il serve fidèlement le comte Amédée V de Savoie, il demeure toutefois proche des marquis de Montferrat qui sont les grands rivaux de la maison de Savoie en Piémont. C’est ainsi qu’en 1280, il intervient pour obtenir la libération de Guillaume VII de Montferrat. Il gardera toujours des contacts amicaux avec cette seigneurie rivale des comtes de Savoie en Piémont. En 1297, Jean Ier de Montferrat le créera même Lieutenant-Général du Montferrat. Ce dernier n'hésite pas à le nommer « carissimum consanguineum meum ».
En 1281, il conclut un accord de défense avec les nobles et les bourgeois de la Ville d’Aoste et en 1300, il fait de larges concessions au couvent de Verrès. En 1310, il accorde des franchises aux habitants de Saint-Vincent.
Le 25 septembre 1295, il renonce avec son fils aîné à la charge de vicomte d’Aoste, possédée par sa famille depuis le début du XIe siècle, en faveur de la maison de Savoie. Il reçoit en échange les terres de la seigneurie de Montjovet qu’il ne contrôlait pas encore. Depuis cette époque, la maison de Savoie exerça exclusivement la souveraineté dans la Vallée d'Aoste, mais comme le comte de Savoie n’y résidait pas, il la fait administrer par son représentant désigné sous le titre de bailli ou podestat.
Après la mort d’Ébal le Grand, une querelle éclate entre ses héritiers. Par son testament du 23 mai 1323, il avait en effet divisé ses possessions entre ses fils : Pierre, Jean, Boniface et Jacques et ses deux petits-fils : Ébal II et Aymon, nés de son aîné Godefroi II, mort quelques années auparavant.
Le conflit dure jusqu’en 1337 et ne se termine que lorsque les fils d’Ébal concèdent aux deux petits-fils les fiefs d’Ussel et de Saint-Marcel à Ébal II et le fief de Fénis à Aymon.

## Unions et postérité
1. Alasia de Montjovet, fille de Philippe de Montjovet
  - Godefroy II de Challant mort à Gênes avant le 6 août 1305.
  - Aimonet
2. Catherine de Clermont, fille de Godefroi de Clermont en Savoie
  - Pierre mort après 3 octobre 1360 seigneur de Montjovet, de Chenal, de Saint-Vincent et d'Ussel
  - Jean origine de la première lignée des comtes de Challant
  - Boniface de Challant mort le 12 août 1376 co-seigneur de Challant, de Graines avec Saint-Martin et Andorno, seigneur de la moitié de Cly. Évêque d’Aoste en 1375
  - Jacques mort entre 1351/1364 co-seigneur de Challant, de Graines avec Saint-Martin et Andorno, et de la moitié de Cly